# 雷特拉格河

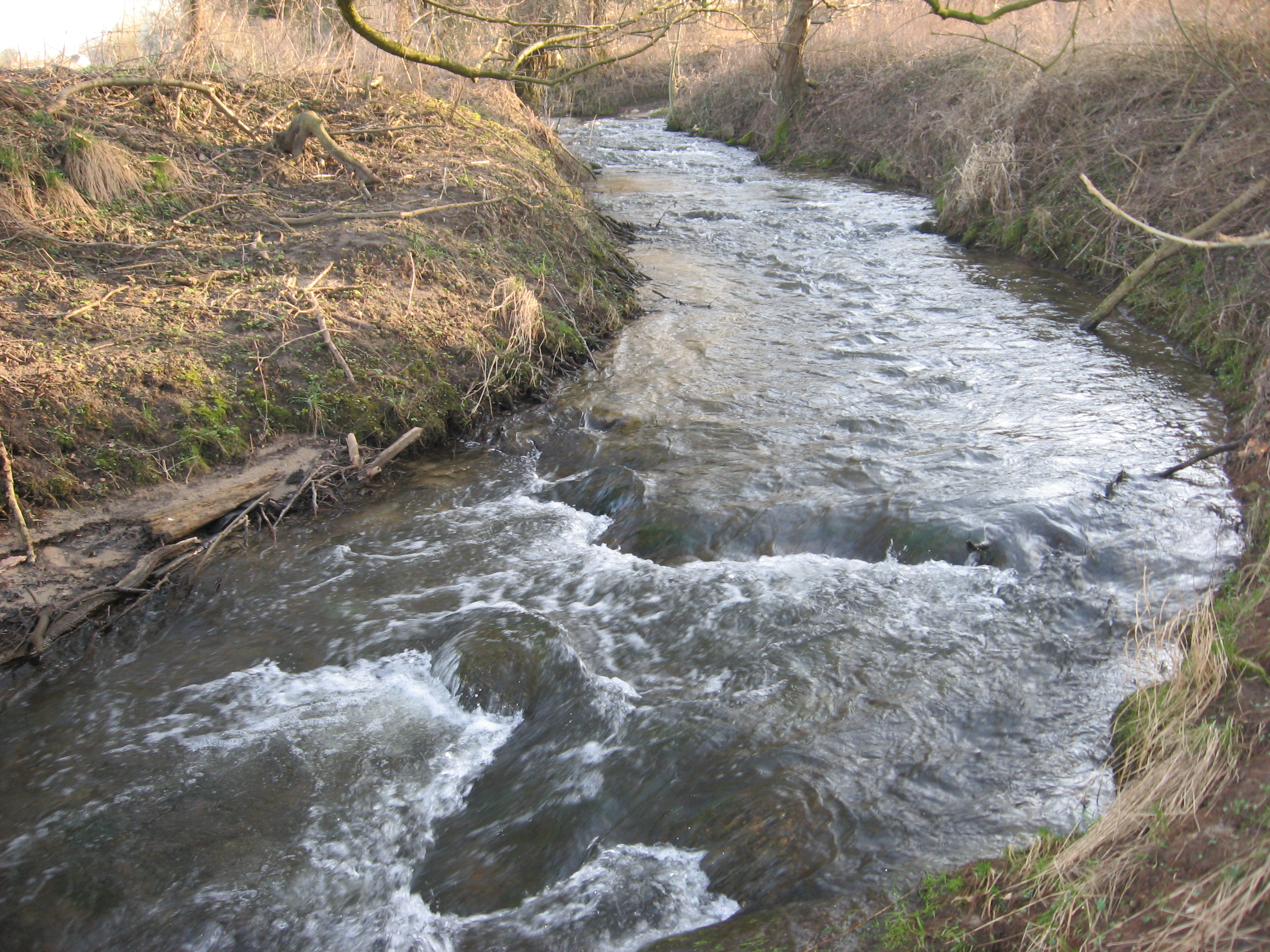

51°58′06″N 8°48′09″E / 51.96834°N 8.80262°E
雷特拉格河（德語：Rethlager Bach）是德國的河流，位於該國西部，處於北萊茵-威斯特法倫州，屬於河的左支流，河道全長5.4公里，流域面積14.8平方公里。